# Lonnie Barron
Lonnie Clanceal Barron (* 1. Juli 1931 in Forrest, Louisiana; † 9. Januar 1957) war ein US-amerikanischer Country- und Rockabilly-Sänger. Er wurde Anfang 1957 erschossen.

## Leben

### Kindheit und Jugend
Geboren als Sohn eines Farmers, zog Lonnie Barron mit seinen Eltern danach nach Richton, Mississippi. Nachdem er die Schule abgeschlossen hatte, arbeitete er auf den Baumwollfeldern. In Mobile, Alabama trat er dann erstmals öffentlich auf. Mit 17 Jahren trat er freiwillig der Air Force bei, wo er mehrere Talentwettbewerbe gewann und den Entschluss fasste, Musiker zu werden.

### Karriere
1952 wurde Barron aus der Air Force entlassen. Zuvor hatte er die Aufmerksamkeit des Musikers Casey Clark auf sich gezogen, der ihm Auftritte im Lazy Ranch Boys Barn Dance verschaffte. Bei dem Radiosender WSDC in Marine City, Michigan hatte er regelmäßige Auftritte als The Mississippi Farm Boy, was seine Popularität weiterhin steigerte. Durch Casey Clark erhielt er bei Sage & Sand Records einen Plattenvertrag. Seine erste Single erschien im März 1955. Bereits im August 1956 stand er mit seiner zweiten Single Don't Doubt My Love auf Platz zwei der Detroiter Country-Charts. Zudem mietete er sich die White Eagle Dance Hall in Richton, wo er samstagabends sogenannte „Barn Dances“ veranstaltete. Mit dem Rockabilly-Song Teenage Queen aus dem Jahre 1956 wurde er vom Farm Boy zum „local Elvis“ (lokaler Elvis). Seine vornehmlich weibliche Fangemeinde wuchs stetig an und Barron bekam unzählige Briefe. Einer dieser Briefe sollte ihm zum Verhängnis werden.
Ein eifersüchtiger Ehemann, der erfahren hatte, dass auch seine Frau Barron Briefe schickte, suchte Barron am 9. Januar 1957 auf, wo er zuerst einen Streit mit Barron provozierte. Der Streit geriet jedoch außer Kontrolle und der Mann zog eine Waffe, mit der er Barron erschoss, der nur 25 Jahre alt wurde. Seine letzte Single erschien posthum im Februar desselben Jahres. 1975 wurde Barron in die Michigan Country Music Hall of Fame aufgenommen.

## Diskographie
| Jahr | Titel A                   | Titel B                         | Plattenfirma               |
| ---- | ------------------------- | ------------------------------- | -------------------------- |
| 1955 | You’re Not The First Girl | Sentimental Me, Sentimental She | Sage & Sands Records       |
| 1955 | Don’t Doubt My Love       | Go On, It’s OK                  | Sage & Sands Records       |
| 1956 | Teenage Queen             | Please, Blue Love               | Sage & Sands Records       |
| 1957 | I Better Go               | A Memory Or Two                 | Western Cuck Wagon Records |